# NGC 4914
NGC 4914 (również PGC 44807 lub UGC 8125) – galaktyka eliptyczna (E), znajdująca się w gwiazdozbiorze Psów Gończych. Odkrył ją William Herschel 17 marca 1787 roku.